# William Martin (tir sportif)
Pour les articles homonymes, voir William Martin (homonymie) et Martin.
William B. Martin est un tireur sportif américain né le 13 mai 1866 à Elizabeth (New Jersey) et mort le 22 janvier 1931 dans la même ville. 

## Carrière
William Martin participe aux Jeux olympiques d'été de 1908 qui se déroulent à Londres. Il y est sacré champion olympique de tir dans l'épreuve de rifle par équipes.